# Hermine Finck

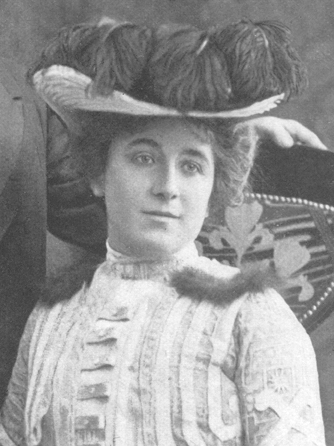
Hermine d’Albert (1902)

Hermine Finck, verh. d’Albert (* 1. Januar 1868 in Baden-Baden als Hermine Katharina Elise Fink; † 31. Oktober 1932 in Berlin-Charlottenburg) war eine deutsche Sängerin (Sopran) und Gesangspädagogin am Berliner Klindworth-Scharwenka-Konservatorium. Sie gründete um 1927 eine eigene Gesangsschule in Berlin.

## Leben
Hermine Finck studierte am Hoch’schen Konservatorium in Frankfurt am Main sowie in Leipzig bei Gustav Borchers und Auguste Götze. Ihr Debüt gab sie 1892 als Carmen am Hoftheater Weimar. Bei der Uraufführung der Märchenoper Hänsel und Gretel von Engelbert Humperdinck am 23. Dezember 1893 sang sie die Rolle der Hexe, geleitet wurde die Uraufführung von Richard Strauss.
Im Oktober 1895 heiratete Hermine Finck den Komponisten, Pianisten und Dirigenten Eugen d’Albert. Für den Musiker war es bereits die dritte Ehe. Hermine d’Albert gab nach der Heirat ihre Stellung am Hoftheater Weimar auf und schränkte ihr Auftritte ein, beendete ihre Gesangskarriere aber nicht. Stattdessen führte sie nun vermehrt Kompositionen ihres Mannes auf und konzentrierte sich auf den Konzert- bzw. Liedgesang und begleitete ihren Mann auf seinen Konzertreisen. Hermine d’Albert trat 1898 in London auf sowie 1905 in Toronto, außerdem gab sie Konzerte in Leipzig, Hamburg und Wien. 1909 wurde ihre Tochter Violante geboren, 1910 trennte sich das Paar. Während der Ehejahre führte das Paar ein gemeinsames Tagebuch im Umfang von 19 Bänden, das jüngst von der Musikwissenschaftlerin Christine Fornoff-Petrowski untersucht wurde. Die Tagebuchbände befinden sich im Archiv der Berliner Philharmoniker im Staatlichen Institut für Musikforschung Berlin.
Nach der Scheidung lebte Hermine d’Albert in Berlin, wo sie 1911/1912 ein Engagement an der Hofoper annahm. 1912 trat sie bei den Bayreuther Festspielen als Gerhilde in Richard Wagners Walküre auf. In Berlin wirkte sie nicht nur als Konzertsängerin, sondern auch als Gesangspädagogin. Sie unterrichtete ab ca. 1913 am Konservatorium der Musik Klindworth-Scharwenka und führte ab ca. 1927 als „Frau Prof. Hermine d’Albert-Finck“ in Berlin eine eigene Gesangsschule. Um 1913 war sie bei der Berliner Konzert-Direktion Hermann Wolff unter Vertrag.
Ihre letzte Wohnadresse in Berlin befand sich in der Passauer Str. 3 in der Nähe des Wittenbergplatzes, dort wohnte sie seit ca. 1913.